# Lyoko
 (février 2023).
Si vous disposez d'ouvrages ou d'articles de référence ou si vous connaissez des sites web de qualité traitant du thème abordé ici, merci de compléter l'article en donnant les références utiles à sa vérifiabilité et en les liant à la section « Notes et références ».
 (mars 2015).
Cet article concerne le monde virtuel nommé Lyoko. Pour la série d'animation, voir Code Lyoko.
Lyoko est un monde virtuel autour duquel se déroule la série Code Lyoko. Sa principale différence avec le monde réel est qu'il est entièrement représenté en images 3D, alors que le monde réel est présenté essentiellement en 2D.
2D 6280703183907655 
3D 48970526400
Lyoko a été créé par le savant Franz Hopper, qui voulait en faire un refuge pour lui et sa fille Aelita ; il est simulé par un supercalculateur. L'intelligence artificielle développée pour gérer Lyoko, XANA, en a pris le contrôle et a tenté de l'utiliser pour envahir le monde réel. Franz Hopper fut forcé de désactiver la machine alors qu'il se trouvait sur Lyoko avec sa fille, ce qui plongea Lyoko et ses résidents (Franz Hopper, Aelita et XANA) dans une longue léthargie. Le Supercalculateur est rallumé par un collégien, Jérémie Belpois  (voir Le réveil de XANA). Cette réactivation ramène Lyoko à la vie, ainsi que tous ceux qui s'y trouvaient. XANA tente alors à nouveau de s'en prendre au monde réel, ce qui amène Jérémie et Aelita à réunir et créer le groupe des Lyoko-guerriers pour tenter de répondre à cette nouvelle menace. Dans l'épisode 25, Code Terre, Aelita est matérialisée sur Terre, mais à ce même moment XANA s'empare d'une partie de sa mémoire : sa mémoire humaine.
Le but de XANA est de s'emparer de la mémoire virtuelle d'Aelita, car elle contient les clés de Lyoko, qui sont nécessaires pour permettre à XANA de quitter Lyoko pour le Réseau.
Dans Réminiscence, XANA réussi à s'emparer de la mémoire de la jeune fille après avoir modélisé le faux fragment manquant, et cela lui permet de quitter enfin Lyoko pour le Réseau, ce qui manquera d'entraîner la mort du monde virtuel ; mais Franz Hopper, qui a entre-temps commencé à récupérer de l'énergie, fait revivre Lyoko et sauve Aelita, qui récupère sa mémoire humaine. XANA parvient tout de même à détruire le monde virtuel morceau par morceau peu après à l'aide d'un code similaire au Code Lyoko : le Code XANA (Forêt dans l'épisode 54, Désert dans l'épisode 58, Banquise dans l'épisode 61, Montagne dans l'épisode 64 et le cinquième territoire dans l'épisode 65). Jérémie et Aelita parviennent cependant à le recréer partiellement dans l'épisode Renaissance (5e Territoire), puis entièrement dans Mauvaise réplique (Désert, Banquise, Forêt & Montagne). C'est cette 3e résurrection de Lyoko qui existe actuellement, et sert de base virtuelle aux Lyoko-guerriers pour la lutte finale contre XANA (à noter que Jérémie la réinitialise dans Médusée). Les Lyoko-guerriers parviennent enfin à détruire XANA (grâce au sacrifice de Franz Hopper qui a apporté l'énergie suffisante pour le système multi-agent qui a permis de détruire XANA) dans l'épisode 94.
La saison 4 s'achève, avec l'épisode numéro 95, Souvenirs, par la désactivation du Supercalculateur, qui plonge une nouvelle fois Lyoko dans le silence, mais cette fois-ci sans hôte.

## Description d'ensemble
Lyoko est décrit de façon précise dans la saison 4 de la série. Il est en réalité une sorte de bulle au milieu du Réseau Informatique Mondial, (le Réseau Informatique Mondial est presque toujours appelé Le Réseau, bien que quelques épisodes précisent qu'il s'agit tout simplement d'Internet), auquel il est relié par un sas sous la mer numérique (voir plus bas). À l'intérieur de la bulle se trouvent les cinq territoires de Lyoko, disposés en croix avec le 5e Territoire au milieu, flottant au-dessus de la Mer numérique. Ainsi, Lyoko est souvent comparé à une île virtuelle flottant au milieu de l'océan du Réseau.

## Les Tours
Les tours de Lyoko sont d'immenses bases de données qui régissent le monde virtuel de Lyoko, mais ce sont aussi des portes entre le monde virtuel et la Terre. Lorsqu'une tour est activée, elle permet à son détenteur de créer un spectre ou bien d'utiliser l'énergie électrique dans le cas de XANA, pour agir sur Terre. C'est ce procédé que d'ailleurs utilise XANA pour lancer ses attaques sur Terre, mais Jérémie et Franz Hopper ont déjà fait de même.
Certaines tours permettent de se transporter dans un autre territoire, elles sont appelées Tours de passage. Il n'en existe qu'une seule sur 10 par territoire de surface, et elles n'ont jamais été activées par qui que ce soit. Dans la saison 3, XANA a créé le code portant son nom qui, s'il est tapé dans une tour de passage, entraîne la destruction de cette tour, puis de la totalité du territoire correspondant. Si une tour est activée sur le territoire en question, elle sera automatiquement désactivée lorsqu'elle disparaîtra. 
Si, dans les 4 saisons de Code Lyoko, Aelita est la seule à pouvoir désactiver les tours, dans la nouvelle "série" Code Lyoko Évolution, les Lyoko-guerriers (sauf William) ayant des codes injectés par XANA avant sa destruction dans Code Lyoko sans qu'ils le sachent auront ce pouvoir.

### Généralités
Éléments essentiels dans l'intrigue de la série, les tours sont des banques de données mais font également office de portes qui communiquent avec le monde réel.
Elles apparaissent comme des hauts cylindres blancs, enracinés dans le sol de Lyoko, puisant de l'énergie et des informations par les câbles auxquels elles sont reliées. Leur sommet est entouré d'un halo, qui selon l'état de la tour, change de couleur (voir #Halos existants). Une tour peut être endommagée, soit par XANA en tirant dessus avec des Mégatanks (épisodes Code Terre et Contact), soit par un Lyoko-guerrier en coupant les câbles d'alimentation de la tour (épisode Révélation). 
Dans ce cas, elles ne fonctionnent plus et perdent toutes leurs fonctions, mais, comme le reste des territoires, elles finissent toujours par s'auto-régénérer.
Il est précisé dans la série et sur le site, que Lyoko possède 10 tours par territoire, soit 40 tours parsemées sur les 4 territoires de surface, plus une 41e sur le 5e Territoire (épisode Franz Hopper). Cette dernière tour n'a toutefois été vue qu'une seule fois, et cela en fait donc l'unique tour de ce territoire. 
Activer une tour permet à son possesseur de contrôler les réseaux électriques à proximité du supercalculateur qui contrôle le monde virtuel. Dans l'épisode 9 Satellite, XANA contrôle l'antenne-relais du collège situé à proximité de l'usine pour accéder à la parabole de la tour de télévision, et contrôler ainsi un satellite militaire. Dans la saison 4, les tours activées sur les Réplikas permettent soit à Jérémie de translater les Lyoko-guerriers, soit à XANA de lancer une attaque, mais toujours à proximité du supercalculateur qui génère ce Réplika.

### Tours connues
Il existe dans chaque territoire de surface (donc le Désert, la Forêt, la Banquise et les Montagnes) 10 tours dont une tour de passage ce qui fait un total de 40 tours + 2 situées dans le 5e territoire soit 42 tours au total. 
| Identification | Territoire | Localisation                            | Épisode découvert       |
| -------------- | ---------- | --------------------------------------- | ----------------------- |
| no 05          | Désert     | 15° Longitude Nord – 05° Latitude Est   |                         |
| no 06          | Banquise   | 17° Longitude Sud – 16° Latitude Est    |                         |
| no 11          | Désert     | 15° Longitude Nord – 10° Latitude Est   |                         |
| no 12          | Banquise   | 40° Longitude Sud – 15° Latitude Est    |                         |
| no 14          | Désert     | 23° Longitude Nord – 36° Latitude Est   |                         |
| no 15          | Banquise   | 50° Longitude Sud – 53° Latitude Est    |                         |
| no 18          | Montagnes  | 60° Longitude Nord– 62° Latitude Est    |                         |
| no 19          | Montagnes  | 45° Longitude Sud – 15° Latitude Ouest  |                         |
| no 20          | Désert     | 40° Longitude Nord – 05° Latitude Est   |                         |
| no 21          | Montagnes  | 72° Longitude Sud – 55° Latitude Ouest  |                         |
| no 22          | Forêt      | 20° Longitude Nord – 45° Latitude Est   |                         |
| no 23          | Désert     | 82° Longitude Nord – 07° Latitude Est   |                         |
| no 30          | Forêt      | 35° Longitude Nord – 30° Latitude Ouest |                         |
| no 37          | Forêt      | 12° Longitude Nord – 20° Latitude Ouest |                         |
| no 41          | 5e         | Labyrinthes du Noyau                    | Franz Hopper (Saison 2) |
| no 42          | 5e         | Labyrinthes du Noyau                    | XANA 2.0 (Evolution)    |

### Halos existants
Quand certaines personnes activent des tours, elles n'ont pas toutes le même halo. Les tours peuvent être entourés par des halos de différentes couleurs :
| Halo rouge : Tour activée par XANA (Première apparition : Préquelle "Le Réveil de XANA")                                                      |
| Halo bleu : Tour désactivée (uniquement dans les saisons 1 et 2) ou utilisée par Aelita (Première apparition : Épisode 0 "Le Réveil de XANA") |
| Halo vert : Tour activée par Jérémie (Première apparition : Épisode 47 "Au Meilleur de sa Forme")                                             |
| Halo blanc : Tour activée par Franz Hopper, ou désactivée (uniquement dans les saisons 3 et 4) (Première apparition : Épisode 50 "Contact")   |
| Sans halo : Tour endommagée (Première apparition : Épisode 50 "Contact")                                                                      |

- Jusqu'à la fin de la saison 2, les tours qui n'étaient pas utilisées avaient un halo de couleur bleu. Lors de la saison 3, lorsque la tour était inutilisée, son halo était blanc, couleur signifiant jusqu'à la saison 2 que la tour était activée par Franz Hopper. Étant donné que Franz Hopper n'a pas activé de tour dans les saisons 3 et 4, il n'y a pas eu de confusions
- Les scénaristes ont confirmé que le halo blanc des tours désactivées dans les saisons 3 et 4 avait un lien avec Franz Hopper, sans toutefois préciser le lien en question[2].

### Codes Interface
Les tours sont composées de deux plateformes à des niveaux supérieurs. Au niveau supérieur, se trouve une interface de contrôle d'où Aelita (ou William dans la saison 4) peut utiliser des programmes ou entrer un code qui aura une action sur la tour.
- Code Lyoko : Entré par Aelita dans une tour activée par XANA pour la désactiver. Pour être précis, le Code Lyoko ne désactive pas réellement la tour (elles ne le sont que lorsqu'elles n'ont plus de halo et que leur lien avec la Terre a été rompu (Contact). En réalité, le Code Lyoko annule l'attaque de XANA sur Terre car XANA perd le contrôle de la tour ; le halo passant du rouge au blanc (ou bleu, selon la saison). Et la tour redevient inutilisée. Par comparaison, c'est un peu comme lorsque la translation s'interrompt automatiquement avec le Code XANA tandis que XANA arrache le contrôle de la tour.
- Code Terre : Conçu par Jeremie, il permet à Aelita de se matérialiser sur Terre. Il apparaît dès la fin de la saison 1 et sera utilisé jusqu'à la fin de la saison 2.
- Code XANA :
  - Entré par Aelita lorsqu'elle est sous le contrôle de XANA par le biais de la Méduse, elle entre ce code dans la tour de passage d'un territoire, ce qui a pour effet d'effacer la tour ainsi que tout le territoire concerné. Aelita n'est plus sous l'emprise de XANA une fois le code entré sur le terminal.
  - Entré par William dans une tour activée par Jérémie pour translater, il subtilise le contrôle de la tour au profit de XANA. Le halo de la tour vire au rouge et cela a pour effet d'annuler la translation en cours.
- Code Chimera : (entré par Aelita Schaeffer) Ce code n'apparaît que dans le jeu Code Lyoko : Plongez vers l'infini. Jérémie l'a conçu en s'inspirant du code XANA afin de détruire les Réplikas de XANA en insérant ce code dans la tour principale ce qui a pour effet d'effacer le Réplika et de le faire disparaître du Réseau. Cependant, le supercalculateur reste actif et sous contrôle de XANA qui peut continuer à exploiter son énergie via le Réplika Volcan

## Les Territoires
Il y a le territoire désert, forêt, banquise, montagne et le 5e Territoire. XANA peut modifier les plateaux de chaque territoires comme Aelita peut les modifier avec son don de création.

### Le Territoire du Désert
Le Territoire du Désert est le plus chaud de Lyoko (+ 35 degrés), et il est, comme son nom l'indique, constitué d'un sol de sable et d'un soleil toujours au zénith. Il existe des vallées situées un peu partout dans ce territoire (un peu à la manière du Grand Canyon des États-Unis). Ces canyons sont les plus hauts reliefs que l'on peut y observer car ce territoire de surface se distingue par son côté plat et horizontal, alors que les trois autres possèdent un relief bien plus pointu et vertical. La Mer numérique y est de couleur orange. Le ciel est mi-jaune, mi-orange. Sur l'holomap, il est affiché en jaune. Ce Territoire fait exception aux autres parce qu'il est quasi-plat au lieu d'avoir des sommets pointus. Il contient de vastes étendues reliées entre elles par des petits ponts voire isolées au lieu de petites plates-formes reliées par des longues allées. On y trouve aussi des étendues superposées. On peut aussi trouver une petite plate-forme sur une de ces étendues sur laquelle on trouve souvent un arbre mort.
Ce Territoire est sans doute le plus important de la saison 1 (plus de 14 épisodes d'apparition). Il perd l'importance qu'il avait dans la saison 2. Il est très oublié dans la saison 3 (et dans la genèse) et refait des apparitions normales dans la saison 4.
Ce Territoire fut découvert chronologiquement en quatrième par un bref passage dans l'épisode 0 "Le réveil de XANA partie 2". Non chronologiquement, ce Territoire fut découvert en premier dans l'épisode 1 "TeddyGozilla".
Ce territoire a disparu en deuxième dans l'épisode 58 "Le prétendant" détruit par le Code XANA. Comme tous les territoires de surface, il a été recréé par Jérémie dans l'épisode 67 "Mauvaise Réplique".
Divers évènements qui se sont passés dans la série sur ce territoire, comme :
- XANA cache un Mégatank en créant une tempête de sable, provoque des séismes, des failles et des crevasses et modifie le territoire dans l'épisode 04 "Carnet de Bord"
- XANA modifie l'inclinaison d'un plateau du Territoire, dans l'épisode 11 "Enragés"
- XANA qui piège les Lyoko-guerriers, dans l'épisode 22 "Routine"
- Unique fois sur tout Lyoko et dans toute la série qu'Ulrich et Yumi sont proches de s'embrasser sur la bouche, dans l'épisode 22 "Routine"
- C'est sur ce Territoire que les Lyoko-guerriers testent les véhicules, dans l'épisode 27 "Nouvelle donne"
- Première apparition d'une Tarentule et XANA testant les capacités de ce nouveau monstre sur les Lyoko-guerriers qui essayaient les véhicules programmés par Jérémie dans l'épisode 27 "Nouvelle donne"
- XANA qui envoie des centaines de Krabes dans l'épisode 35 "Les jeux sont faits".
- XANA qui masque une partie du Territoire dans l'épisode 40 "Contagion".
- XANA qui détruit un pont dans l'épisode 43 "Mon meilleur ennemi".
- Jérémie qui active une tour dans l'épisode 67 "Mauvaise Réplique" pour générer le clone de William. Cette tour restera activée jusqu'à l'épisode 93 "Retour".
- Yumi et Odd découvrent leur faculté à désactiver les tours et XANA masque une tour activée grâce au signal d'une seconde tour dans Spectromania (Code Lyoko Évolution)
- XANA rend une Tarentule invisible dans Rivalité (Code Lyoko Évolution)
- XANA réutilise les Kankrelats pour la première fois dans Évolution et dresse un mur de Bloks surpuissant pour protéger la tour (Compte-à-rebours)
- Jérémie injecte des faux codes à Ulrich depuis la tour de passage afin de piéger XANA (Comment tromper XANA)

### Le Territoire de la Forêt
Le Territoire de la Forêt est sillonné par de multiples sentiers de mousse verte, se rejoignant à l'occasion en larges plates-formes sur lesquelles se trouvent généralement les Tours de ce territoire. Ces chemins sont entourés d'arbres volants et sans feuilles, sur lesquelles Odd peut habilement grimper. La mer numérique y est de couleur verte, et c'est également la couleur sous laquelle ce territoire s'affiche sur l'holomap. Le ciel y est orangé, ce qui lui donne une ambiance crépusculaire (ambiance qui sera atténuée par les changements stylistiques 3D de la saison 2).
Ce Territoire fut découvert chronologiquement en premier dans l'épisode 0 "Le réveil de XANA partie 1". Non chronologiquement, ce Territoire fut découvert en deuxième dans l'épisode 2 "Le voir pour le croire".
Le Territoire de la Forêt a disparu en premier dans l'épisode 54 "Lyoko moins un" détruit par le Code XANA. Comme tous les territoires de surface, il a été recréé par Jérémie dans l'épisode 67 "Mauvaise Réplique".
Des évènements importants dans l'histoire de la série s'y sont déroulés :
- C'est là qu'Aelita et Franz Hopper se sont virtualisés, le 6 juin 1994, pour échapper aux hommes en noir (flashback de l'épisode 57 "Aelita").
- C'est depuis la tour de passage de ce territoire qu'Aelita fut matérialisée pour la première fois dans l'épisode 25 "Code Terre"
- C'est également ici que Jérémie fit les essais pour sa Marabounta, un programme multi-agent reprenant les idées de la fourmilière, dans l'épisode du même nom. Toute une partie de ce territoire fut ensuite recouverte par le programme quand Jérémie en perdit le contrôle, jusqu'à ce qu'il trouve une solution en infectant sa création avec un virus.
- C'est sur ce territoire que l'on observa les effets de la réinitialisation du super-calculateur sur Lyoko, dans l'épisode 90 "Médusée".
- C'est là que Yumi s'est fait capturée par la méduse dans l'épisode 34 "Chainon manquant"

C'est l'un des deux territoires avec la Banquise qui a disparu dans Code Lyoko Évolution à cause d'une trop longue coupure du supercalculateur.

### Le Territoire de la Banquise
Le Territoire Banquise est, comme son nom l'indique, composé de glace. Il y fait - 15 degrés, mais, sans compter la mer numérique, c'est le territoire à posséder le plus d'eau à l'état liquide (de rares oasis dans le Territoire du Désert, quelques mares dans le Territoire de la Forêt et de la brume dans le Territoire des Montagnes). On y trouve des tas de tunnels glissants dont Odd se sert souvent pour échapper aux monstres de XANA. La Mer numérique y est de couleur bleue et c'est de cette couleur qu'apparaît le territoire sur l'holomap. Les tours y sont bien cachées, souvent dans des grottes, ce dont XANA sait habilement profiter. Il y fait perpétuellement nuit, le ciel étant de couleur bleu foncé.
Ce Territoire fut découvert chronologiquement en deuxième dans l'épisode 0 "Le réveil de XANA partie 1". Non chronologiquement, ce Territoire fut découvert en troisième dans l'épisode 7 "Problème d'image".
Il a failli disparaître dans l'épisode 59 "Le Secret". Ce territoire a disparu en troisième dans l'épisode 61 "Sabotage" détruit par le Code XANA qu'a volontairement activé Aelita (sans être contrôlée par XANA). Les héros n'avaient pas le choix car un individu contrôlé par XANA avait antérieurement saboté le Supercalculateur ce qui a eu pour effet de planter Lyoko avec des bugs aléatoires. Jérémie ayant pu mener à bien les réparations, il ne pouvait pas relancer le système car il n'y avait pas assez d'énergie. Aelita ne pouvait pas non plus désactiver la tour car le système n'était pas relancé. En détruisant un territoire, ils récupéreraient assez d'énergie pour relancer et sauver la machine d'une destruction certaine ; et la tour serait automatiquement désactivée lors de la destruction du territoire. Comme tous les territoires de surface, il a été recréé par Jérémie dans l'épisode 67 "Mauvaise Réplique".
Des évènements importants dans l'histoire de la série s'y sont déroulés :
- C'est là que XANA crée des canaux fantômes, des répliques de parties du monde réel sur Lyoko (épisodes 24 et 82)
- C'est sur ce Territoire que William a failli échapper à XANA dans l'épisode 76 "Le lac".
- Découverte du but de XANA de la saison 4 dans l'épisode 82 "Mémoire blanche".
- Mort du Kolosse dans l'épisode 94 "Contre-attaque".

C'est l'un des deux territoires avec la Forêt qui a disparu dans Code Lyoko Évolution à cause d'une trop longue coupure du supercalculateur.

### Le Territoire des Montagnes
Le Territoire des Montagnes est situé très en hauteur par rapport à la mer numérique. Ses nombreux reliefs de roche violacée flottent dans un épais brouillard (ambiance d'aube chinoise) qui cachent bien des surprises. Les frôlions peuvent très bien se cacher dans ce territoire, quand XANA utilise en plus les nappes de brumes, ils en deviennent invisibles. L'un des plus grands dangers de cette purée de pois réside dans les chutes de pierres et les précipices qu'il peut y avoir: le moindre faux pas dans la brume pouvant se transformer en plongeon mortel dans la mer numérique qui apparaît dans des couleurs blanches et bleu clair. Le Territoire Montagne est de couleur violette sur l'holomap de Lyoko.
Ce Territoire fut découvert chronologiquement en troisième dans l'épisode 0 "Le réveil de XANA partie 2". Non chronologiquement, ce Territoire fut découvert en quatrième dans l'épisode 10 "Créature de rêve".
Ce territoire a disparu en quatrième dans l'épisode 64 "Surmenage", détruit par le Code XANA. Comme tous les territoires de surface, il a été recréé par Jérémie dans l'épisode 67"Mauvaise Réplique".
- Jérémie y active sa première tour dans l'épisode 47 "Au Meilleur de sa Forme"
- XANA masque tout le Territoire pour empêcher les Lyoko-Guerriers de sauver Odd dans l'épisode 47 "Au Meilleur de sa Forme"
- Le journal de Franz Hopper sera décrypté depuis une tour activée par Jérémie sur ce territoire dans l'épisode 51 "Révélations"
- XANA fait monter la mer numérique dans l'épisode 55 "Raz-de-marée", ce problème sera ensuite réglé par Jérémie.
- Odd teste son pouvoir de téléportation et se divise en 3 Odd dans l'épisode 63 "Triple sot", ce problème sera ensuite réglé par Jérémie.
- XANA y active une tour pour la première fois dans Évolution dans Rivalité.

### Les "Canaux Fantômes"
Rarement présent sur les territoires de surface, ces canaux apparaissent comme des sortes de bulles d'énergie, créées par XANA, dans lesquelles il est possible de pénétrer ou d'enfermer un à plusieurs individus. Ils n'ont pour l'instant été vus que dans deux épisodes :
- 24 "Canal fantôme"
- 82 "Mémoire blanche".

L'intérieur de ces canaux correspond à une copie exacte d'une partie quelconque du monde réel, avec toutefois de faux individus et parfois des décalages, ce qui n'est pas sans rappeler la trilogie Matrix. Les Lyoko-guerriers qui se rendent dans les Canaux Fantômes reprennent leurs apparences humaine, peuvent se croire sur Terre et sont selon toute vraisemblance tués pour de vrai dans le cas où ils sont victimes de coups qui les tueraient sur Terre. Aelita peut détruire les Canaux Fantômes grâce à son pouvoir de synthétisation. Pour que les personnes se trouvant dans le lieu représenté aient une conscience, ils sont remplacés par un monstre, généralement un bloc. Dans l'épisode "canal fantôme", tout le monde a été remplacé par un bloc sauf Jérémie, dont XANA en a pris les traits. Dans l'épisode "mémoire blanche", le faux Franz Hopper est un block.

### Le5eTerritoire
Le 5e Territoire est le centre de Lyoko et le territoire qui en abrite le cœur. Jusqu'à la fin de la saison 2, c'est également là où vit XANA, mais il le quitte dans l'épisode 52 "Reminiscence" pour s'installer dans le Réseau. 
Ce Territoire est à part des autres, y compris dans la forme. C'est une sorte de gros noyau bleu qui envoie des flux de données aux 4 autres territoires. Sur l'holomap, il apparaît comme une simple sphère orange luisante marqué de l'œil de XANA et entourée des territoires de surface qui s'organisent en croix, une deuxième vue existe: l'holosphère qui ne représente que le Noyau et les quatre faisceaux de la Voûte Céleste. Il a été impossible pendant longtemps d'être virtualisé directement dans ce territoire, et ce fut Jérémie qui en trouva les codes d'accès direct dans l'épisode 64 "Surmenage". Avant ça, les héros prenaient le Transporteur, une bulle blanche, depuis l'extrémité d'un des 4 territoires de surface. Jérémie le faisait apparaître en tapant le code Scipio, forme latin de Scipion (parce que c'est Scipion l'Africain qui vainquit Carthage).
Il est resté inconnu des héros lors de la 1re saison. XANA n'a activé qu'une seule fois l'unique tour de ce territoire dans l'épisode 49, "Franz Hopper". Au début de la 4e saison, après la destruction du Monde de Lyoko à la fin de la saison 3 (épisode #65 "Dernier Round") le 5e territoire fut reprogrammé par Jérémie dans l'épisode 66 "Renaissance" avant les territoires de surface, c'est d'ailleurs lors de cette renaissance que Jérémie a supprimé la procédure de clé à activer pour accéder à la Voûte Céleste. Dans cette même saison, le 5e territoire sert de hangar au Skidbladnir, le sous-marin que les Lyoko-guerriers utilisent pour plonger dans la mer numérique et détruire les Réplikas que XANA avait créé sur le modèle de Lyoko. Jérémie détournera quelquefois de l'énergie de ce territoire pour insufler de l'énergie à la tour que XANA essaye de contrôler lorsqu'elle est utilisée par quelqu'un d'autre.

#### L'extrémité du territoire et le transporteur
Dans les saisons 2 et 3, il fallait prendre le transporteur pour y accéder. Ceci n'était possible que depuis l'extrémité d'un des territoires de surface.
Odd ne l'apprécie pas car il lui donne mal au cœur. 
Depuis l'épisode 64 Surmenage, le transporteur n'a plus été réutilisé du fait que Jérémie a trouvé le moyen de matérialiser les Lyoko-guerriers directement dans le 5e Territoire à part dans l'avant-dernier épisode de la saison 4 Contre-attaque.

#### Les labyrinthes du Noyau
Dès que les héros quittent l'arena pour entrer dans ce large complexe, un compte à rebours se déclenche. S'il n'est pas annulé, tout l'intérieur du 5e Territoire va entrer en ébullition et se refermer : la configuration évolue rapidement et chaque cm² du 5e territoire va entrer en mouvement ! Dès lors, être dans le 5e territoire devient très dangereux : il faut regagner l’Arena au plus vite ou rester prisonnier du Territoire (comme Aelita dans l'épisode 29 "Exploration"), voire pire, finir en bouillie entre deux murs (à l’image de Yumi dans l'épisode 48 "Esprit frappeur") ! Pour annuler ce chronomètre infernal, il faut trouver la Clé.
Il n'y a pas que quelques salles dans le 5e territoire, mais un réseau complexe de pièces, de petites salles et de couloirs ou autres corridors ! C’est surtout vrai dans l’hémisphère Nord du 5e territoire. L’ensemble de ces enchevêtrements d'espace forme un énorme labyrinthe qui change à chaque visite des héros. Il est très difficile de s’y retrouver et si Jérémie ne guidait pas les héros, ils s'y perdraient aisément! Dans cette zone, le danger permanent sont les Rampants, qui escaladent tout type de surface et peuvent surgir de n'importe où ! Quand les héros errent dans le Noyau, c’est majoritairement dans un objectif : trouver la Salle de la Clef, dans le but d’activer cette dernière ! Elle est en forme d’œil de XANA, la pupille étant le déclencheur.
Très souvent, les héros seront confrontés à une salle en perpétuel mouvement, incombant ainsi une adresse et une rapidité particulière pour atteindre la clef. Son activation est indispensable pour continuer à évoluer dans le Noyau. 
Dans certaines circonstances, les héros découvrent d’autres surprises dans les profondeurs du 5e territoire :
- Dans l’épisode 52 "Réminiscence", un vaste puits se crée au moment de l'activation de la clef et il mène au leurre du chaînon manquant d’Aelita !
- Dans l’épisode 49 "Franz Hopper", les héros, en fuyant à travers les corridors du 5e terrtioire tombent sur une surprise de taille : Une tour au milieu du 5e Territoire !

Cette tour est la seule qui ait été découverte avant la Destruction du 5e terrtioire. Le Superscan ne peut la détecter que depuis que Jérémie et Aelita ont recréé le 5e Territoire. C'est la seule tour à ne pas être enracinée dans le sol et à donc flotter dans le vide.
Depuis la reprogrammation du 5e Territoire par Jérémie et Aelita, il n'est plus nécessaire d'activer des clés : le compte à rebours a été supprimé pour faciliter la circulation en cas de besoin.
Dans le premier épisode de Code Lyoko Évolution, on découvre une seconde tour en plus de la première (qui ne flotte plus au-dessus du vide) qui pourrait avoir été créée par XANA à cette occasion car Jérémie parle d'une « nouvelle tour » après qu'Odd lui a fait remarquer qu'il n'était censé n'y avoir qu'une seule tour. On découvre à cette occasion que XANA est capable d'envoyer d'autres monstres que les Rampants ou Mantas dans le 5e Territoire : il envoie 3 Mégatanks et 2 Krabes.

#### L'élévateur
Quand la clef est activée, un passage s'ouvre dans un mur et les héros peuvent s’y engouffrer. Toutefois, ils n'arrivent pas directement à la Voûte Céleste, car le noyau du 5e terrtioire est entouré par une enveloppe. Tout autour de cette enveloppe, circule à grande vitesse l’Élévateur du 5e Territoire ! Il faut sauter pour atterrir dessus, car il ne s’arrête pas pour prendre des passagers. Une fois que les héros sont dessus, ils n'ont plus qu'à attendre d'être conduits devant une ouverture qui, cette fois-ci, donne bien sur l'extérieur du 5e terrtioire. Depuis la recréation du 5e Territoire par Jérémie, il existe un second ascenseur dans la salle labyrinthe, qui amène directement au Garage du Skidbladnir.

#### La Voûte Céleste
Sitôt sorti de l’ascenseur, un passage s’ouvre dans le mur et il donne sur la vaste voûte céleste. À vrai dire, cet endroit est peu praticable sans véhicule, car il n’y a qu’un petit bout de chemin au-dessus du vide numérique. Cependant, au bout de ce chemin, se trouve quelque chose de non négligeable : l'interface du 5e Territoire. 
Quand Aelita se connecte à celle-ci, elle a accès à une foule de données dépassant l’entendement, sur XANA, sur Lyoko, sur les Territoires, sur Franz Hopper, et pour cause, puisque cette interface est l'accès direct à la mémoire de XANA, toutes ses données y sont stockées. Les héros y ont souvent trouvé la solution à de nombreuses énigmes :
- Dans l'épisode 29 "Exploration" Aelita trouve les codes de dévirtualisation spécifiques à ce territoire.
- Dans l'épisode 34 "Chainon manquant", Aelita retrouve les codes séquence ADN de Yumi volés par XANA auparavant.
- Dans l'épisode 51 "Révélations" elle en extrait des données permettant le décryptage du journal de Franz Hopper.
- Dans l'épisode 55 "Raz-de-marée", c’est de quoi déboguer la mer numérique qu’elle découvre !
- Dans l'épisode 57 "Aelita", la jeune fille découvre un fragment de code séquence A.D.N. appartenant à Franz Hopper, prouvant que son père est encore en vie !

Mais au cours de leurs nombreuses expéditions, les héros ont surtout découvert de multiples informations sur XANA, qui aidaient Jérémie dans ses recherches ! XANA en a d’ailleurs profité lors de l’épisode 30 "Un grand jour", pour placer de données piégées dans l’interface, lesquelles lui ont permis de prendre le contrôle du retour dans le temps.
De plus, parcourir l'interface du 5e terrtioire ne présente pas que des avantages : D'une part, quand Aelita manipule, Jérémie n’a plus aucun accès aux commandes. D'autre part, dès que Aelita accède à l'interface, XANA fait éclore ses Mantas à travers la couche de données qui compose la Voûte ! Dès lors, il faut enfourcher les véhicules et c’est parti pour une bataille aérienne de taille ! Attention à la chute dans la mer numérique !
Une fois que la pêche aux informations est achevée, Jérémie peut temporairement ouvrir un des 4 tunnels autour du 5e terrtioire, en désactivant le flux de données qui y circule. Les Lyoko-guerriers n'ont alors plus qu’à s’engouffrer dans le tunnel et ressortir par la Tour de Passage d'un des territoires de Surface.
Néanmoins, il y a la dernière salle importante du 5e terrtioire, dont les héros n’avaient pas connaissance. Ils ne la découvrent en effet que dans l'épisode 53 "Droit au cœur" ! Son point d'entrée se trouve au pôle Sud du globe du 5e terrtioire. Il s'agit bien sûr de la salle du Cœur de Lyoko !

#### La salle du Cœur
Elle se situe juste en dessous de l'Aréna. On peut le remarquer car le plafond de la salle du cœur est marqué d'un œil de XANA sur fond bleu, le même œil qui est sur le sol de l'Aréna.
Rien que l'entrée annonce la couleur : d'énormes clapets s'ouvrent et se referment incessamment tels une mâchoire infernale. Et finir entre ses crocs est synonyme de dévirtualisation, bien que les héros ne l'aient encore jamais expérimenté ! Il faut anticiper l'entrée pour ensuite pénétrer dans cet espace au Sud du ciel numérique du 5e Territoire.
Une fois ce piège mortel passé, on se retrouve donc dans l'hémisphère Sud du 5e terrtioire, partout où les labyrinthes ne s'étendent pas. Après avoir pris un peu d'altitude, les visiteurs se retrouvent devant une clef, comme celle qui annule le compte à rebours. À la différence que celle-ci fait se matérialiser un escalier qui conduit vers cette fameuse salle où est situé le Cœur de Lyokô, flottant en altitude.
Ce Cœur se matérialise par une représentation miniature de l’état actuel de Lyokô : au début, il représentait l’ensemble du monde virtuel, mais il a diminué de volume au fur et à mesure de la destruction des territoires de Surface. Finalement, il n'est plus  représenté que par la sphère jaune entourée de quatre yeux de XANA, symbolisant le 5e Territoire, lorsque les territoires sont tous détruits. Le cœur de Lyokô génère la totalité des territoires et c'est vers lui que convergent les flux de données en provenance des autres Territoires et c'est surtout l'accès aux programmes-sources du monde virtuel. Si le cœur est détruit, Lyoko disparaît de façon pure et simple. 
Fort heureusement, le Cœur est enlacé par deux cubes qui sont des barrières de protection ; chacune pouvant encaisser un nombre important d’impacts. De plus, ses barrières sont auto-régénèrantes : elles se réparent toutes seules entre deux attaques et, bien sûr, les attaques des monstres, car XANA a compris que pour se débarrasser aisément de Lyoko, il n’avait qu’à détruire le Cœur. Pourtant, ce n’est ni une Manta, ni un Rampant qui portera le coup fatal au Cœur, mais William, lui, est fraîchement "xanatifié" (épisode 65 "Dernier Round"). Cela entraîne donc la disparition de Lyoko et de William, qui néanmoins sera plus ou moins sauvé par XANA qui en deviendra son esclave jusqu'à être sauvé par les Lyoko-guerriers à la fin de la saison 4.
Si le Cœur, lui, ne change jamais de place, il n’en est pas de même de sa salle. En général, les blocs sont souvent placés de telle sorte qu’ils forment un escalier en colimaçon pour monter du bas de la salle jusqu'en haut. Les multiples excroissances qui sortent du mur favorisent tout autant l'ascension vers le sommet que la disposition de nombreux Rampants dans la salle. Plus rarement, l'absence de marches rend le parcours jusqu’au Cœur impossible et il faut alors un véhicule (Épisode 62 "Désincarnation") ou une Manta (Épisode 55 "Raz de marée") pour aller plus haut.

#### LeGarage Skid
Cette dernière salle n'a été créée que dans la saison 4 par Jérémie et Aelita lorsqu'ils ont recréé le 5e Territoire. Situé au pôle nord, et donc à l'opposé de la Salle du Cœur (dont il possède une entrée similaire), mais on peut aussi y accéder directement par l'Ascenseur de la salle labyrinthe. Cette salle abrite le Skidbladnir, vaisseau virtuel des Lyoko-guerriers, ainsi que cinq plates-formes permettant l'accès. Cette salle est souvent prise d'assaut par les monstres et William, qui souhaitent détruire l'engin pour interdire aux Lyoko-guerriers tout voyage dans la mer numérique.
Le nom de "Garage Skid" donné par Odd à cette salle est une allusion au court-métrage prototype de Code Lyoko : Garage Kids.

## La Mer numérique (Le Réseau)
La mer numérique constitue, avec le ciel numérique, la limite de Lyoko. Elle se trouve en dessous des territoires de surfaces (alors que le 5e territoire est entouré de la voûte céleste). Comme l'indique son nom, il s'agit d'une sorte de mer. Si un Lyoko-guerrier y tombe, il est par la suite impossible de le rematérialiser, excepté avec un programme semblable au code Terre (c'est ce qui est arrivé à Yumi dans l'épisode 6 "Cruel dilemme"). Contrairement aux territoires de Lyoko, la mer numérique n'a pas été détruite, ni par le code XANA, ni par la destruction du Cœur de Lyoko. Tout simplement parce que l'eau numérique de la Mer Numérique est omniprésente (Voir plus bas).
Il est expliqué dans la saison 4 que la Mer numérique fait partie du Réseau, qu'elle en est la partie visible sur Lyoko. En dessous se trouve un sas, que le Skid peut franchir et qui mène à l'extérieur de Lyoko, dans le Réseau Mondial. Le Réseau apparaît comme un océan de données et d'eau virtuelle, avec des murs étranges ornés de symboles. Habituellement bleu-gris, il vire au rouge lorsque XANA y est actif. Sur l'holoweb, il s'affiche comme une sorte de grosse masse rectangulaire orange. C'est dans le Réseau que se trouvent les Réplikas (voir plus bas), ainsi que trois types spéciaux de monstres (les Kongres, les Rekins et le Kalamar, monstres uniques), qui gardent le Réseau pour XANA, à l'instar des Rampants et des Mantas pour le 5e terrtioire, bien que dans "Évolution", les mantas deviennent aquatiques à la suite de la montée en puissance de Xana. Franz Hopper et XANA sont tous deux réfugiés dans le Réseau, où ils ne peuvent se croiser.
Il est évoqué une fois dans la version française que le réseau est Internet. Dans la version anglophone, le réseau est toujours désigné comme Internet.

### Les Hubbs
Tunnels du Réseau où le Skid peut voyager à grande vitesse. Ces tunnels sont régulièrement utilisés par les Lyoko-guerriers, et s'avèrent très utiles pour explorer le Réseau, trouver des Réplikas ou retourner sur Lyoko d'urgence. Ils sont en fait au réseau ce que sont les tours de passage pour Lyoko.

### Les Réplikas
Dans la 4e saison, les héros doivent explorer le Réseau à l'aide du Skidbladnir pour y retrouver des Réplikas, îles virtuelles répliques de Lyoko, créées par XANA. Chacun d'entre eux est généré par un supercalculateur, infecté par XANA, installé quelque part dans le monde. Chaque Réplika contient un unique territoire identique à l'un de ceux présents sur Lyoko. Les tours y sont présentes, ce qui permet à XANA d'agir sur Terre à proximité du supercalculateur pour y mener son projet de domination du monde (création d'une armée de cyborgs dans une base scientifique en Sibérie). C'est également par ces tours que les Lyoko-guerriers peuvent utiliser la Translation pour atteindre et détruire le supercalculateur.
Sa destruction entraîne la destruction du Réplika qu'il abrite, et donc affaiblit XANA. Dans l'épisode 92 "Sueurs froides", Jérémie découvre que XANA contrôle plus d'une centaine de supercalculateurs dans le monde, ce qui impose au groupe de changer de stratégie d'attaque. Avec l'aide de Franz Hopper, le programme multi-agents de Jérémie détruira tous les Réplikas d'un coup entraînant la disparition de XANA. Les réplikas sont aussi utilisés pour faire appel à l'invocation du Kolosse. XANA, en mobilisant l'énergie de tous les Réplikas, peut autant faire apparaître que renforcer le Kolosse.
Le tableau suivant liste les Réplikas vus dans la série, les autres n'ont jamais été visités par les Lyoko-guerriers.
| Réplika                  | Localisation du Supercalculateur      | Détruit par           | Épisode |
| ------------------------ | ------------------------------------- | --------------------- | --- |
| Réplika Forêt            | Amazonie                              | Odd                   | - 71 - Premier voyage (sphère extérieure, intérieur non vu) - 73 - Réplika - 78 - Expérience - 79 - Arachnophobie (détruit) |
| Réplika Désert           | Nouveau-Mexique                       | Ulrich                | - 81 - Œil pour œil - 83 - Superstition (détruit)                                                                           |
| Réplika du 5e Territoire | Station spatiale internationale (ISS) | Odd & Yumi            | - 87 - Planète bleue (détruit)                                                                                              |
| Réplika Banquise         | Sibérie                               | Programme multi-agent | - 92 - Sueurs froides - 93 - Retour                                                                                         |

Le réalisateur Jérôme Mouscadet a révélé en interview auprès de Tchouky et Al ("Ces dessins animés-là qui méritent qu'on s'en souvienne" sur Youtube) qu'il devait y avoir à l'origine plus de Réplikas à l'écran et notamment qu'un Réplika Montagne était initialement prévu. Son supercalculateur était censé se situer à proximité d'un barrage en montagnes suisses.

### Le Cortex
Dans Code Lyoko Évolution, un nouveau monde virtuel apparaît dans la mer numérique et est nommé Cortex. Il contient un seul territoire qui ne ressemble pas à ceux connus sur Lyoko. Ce territoire possède une tour comme sur Lyoko (épisode 12 : Chaos à Kadic), et est constitué d'un noyau central entouré d'un anneau.
Toute la section de l'anneau est mobile. Ainsi, les héros peuvent se faire piéger par un mur surgissant droit devant eux ou par une trappe s'ouvrant brusquement devant ou sous eux pour qu'ils soient dévirtualisés par la chute ou pire, tomber dans la Mer Numérique.
Le Noyau (ou Dôme) est protégé par une grande porte circulaire. À l'intérieur se trouve une passerelle avec une petite plate-forme au bout pouvant téléporter les visiteurs dans le noyau proprement dit. C'est une pièce circulaire avec des plates-formes à différents niveaux, une sphère lumineuse au centre et une interface sur une plate-forme. Les murs sont composés de pointes pouvant être expédiées comme des missiles et attaquer les intrus et renversant les plates-formes. Ce nouveau territoire est en réalité créé par Tyron, un des anciens collègues de Franz Hopper, l'ayant trahi, et ayant créé un supercalculateur identique à celui de Lyoko, où il héberge le Cortex. Il a également développé un procédé permettant de faire apparaitre des avatars virtuels tous semblables, nommés Ninja, sans dématérialisation (Tyron n'a pas de scanner). Les Ninja sont donc des agents ayant revêtu une combinaison dans le monde réel, qui leur permet de contrôler leur avatar Ninja. C'est dans le Cortex qu'Aelita, en manipulant l'interface présente dans le noyau, aperçoit sa mère en activant une caméra présente dans le labo de Tyron (épisode 18 : Obstination).

## Sources et références
- Cet article est partiellement ou en totalité issu de l'article intitulé « Les tours de Lyoko » (voir la liste des auteurs).

1. ↑  Dossier sur les tours sur Codelyoko.fr
2. ↑  « Zones d'ombre, interview de Sophie Decroisette », sur codelyoko.fr, 2007